# امین غزوینی
امین غزوینی (انگلیسی: Amine Ghazoini؛ زادهٔ ۹ ژانویهٔ ۲۰۰۱) بازیکن فوتبال است.
وی همچنین در تیم‌های ملی فوتبال زیر ۱۶ سال ایتالیا، زیر ۱۷ سال مراکش، و زیر ۲۰ سال مراکش بازی کرده‌است.